# Römischer Tempel von Elaiussa Sebaste
Koordinaten: 36° 28′ 46,7″ N, 34° 10′ 20,3″ O

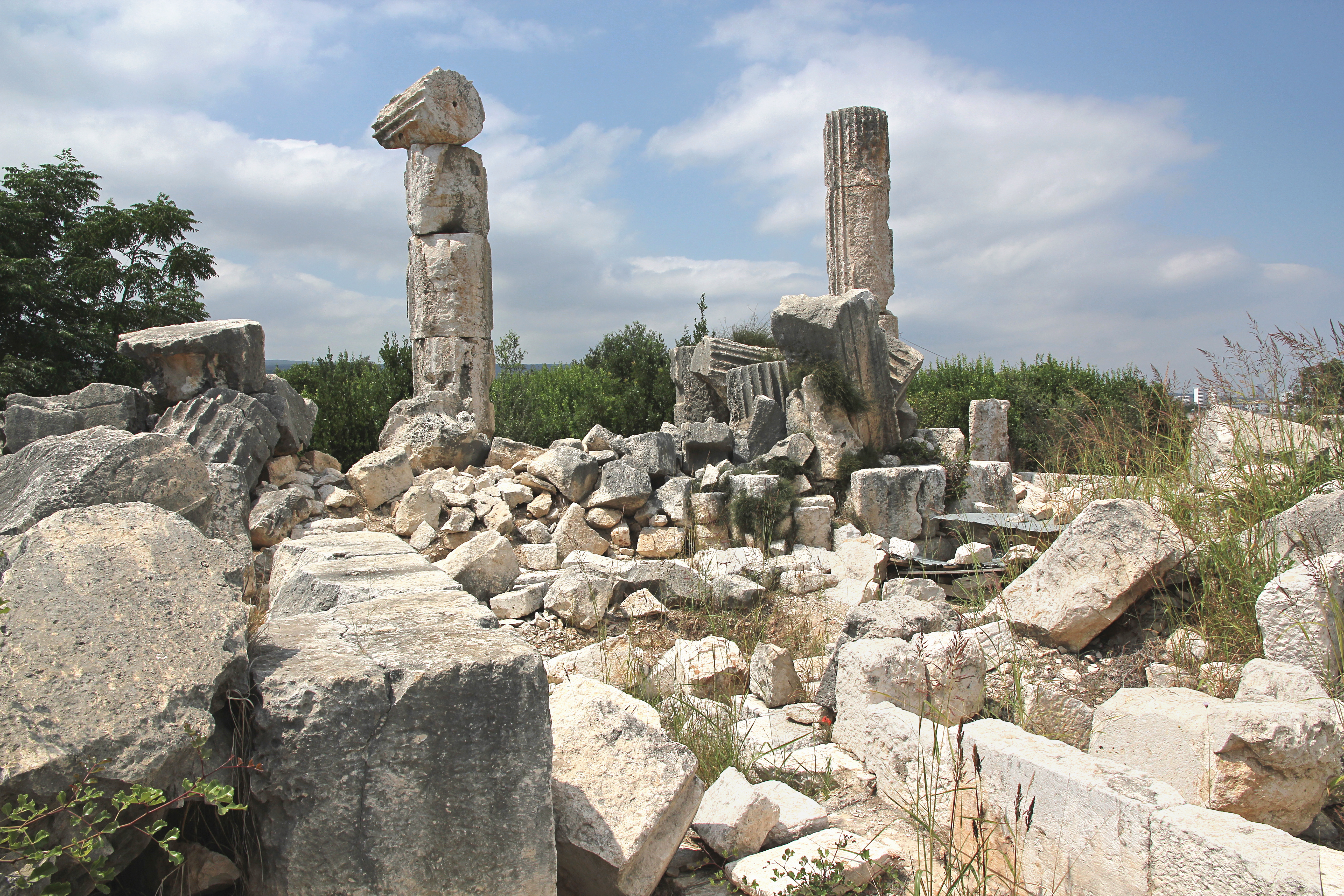
Tempel von Süden

Der Römische Tempel von Elaiussa Sebaste ist der bislang einzige gefundene Tempel auf dem Gebiet der antiken Stadt Elaiussa Sebaste beim modernen Dorf Ayaş, östlich von Korykos im heutigen Bezirk Erdemli der Provinz Mersin in der Südtürkei. Welcher Gottheit er geweiht war, ist nicht geklärt. In byzantinischer Zeit wurde er zu einer christlichen Kirche umgebaut.

## Lage
Das Bauwerk liegt im Westen der antiken Stadt auf einem nach Süden vorspringenden Felssporn östlich des Paşa Deresi genannten Tales, wo er sowohl vom Land als auch von See gut sichtbar war. Er steht damit nicht auf dem ursprünglichen Stadtgebiet, das sich auf einer vorgelagerten Insel oder Halbinsel befand. Heute ist die Insel mit dem Land verbunden, die moderne Straße trennt das alte Gebiet von der Stadterweiterung im Westen, zu der auch das Theater, die Agora und die außerhalb der Stadtgrenzen liegenden, umfangreichen Nekropolen gehören.

## Forschungsgeschichte
Der Tempel wurde bereits im 19. Jahrhundert von zahlreichen Reisenden beschrieben. Der erste war der britische Kapitän Francis Beaufort, der im Auftrag der Admiralität in den Jahren 1811–12 die kilikische Küste erkundete. Ihm folgten 1838 Léon de Laborde und 1861 Victor Langlois. Die erste wissenschaftliche Beschreibung des Tempels mit einem Grundriss lieferten 1931 Josef Keil und Adolf Wilhelm 1952 bis 1954 unternahmen der britische Archäologe Michael Gough und seine Frau Mary systematische Ausgrabungen, wobei sie auch die unterirdische Kammer entdeckten sowie die mit Fußbodenmosaiken geschmückte Apsis der späteren Kirche. In den 1980er-Jahren besuchten Friedrich Hild und Hansgerd Hellenkemper den Ort auf ihren Kilikienreisen. Seit 1995 gräbt ein Team der römischen Universität La Sapienza unter der Leitung von Eugenia Equini Schneider in Elaiussa und untersucht dabei auch den Tempel.

## Baugeschichte
Nachdem Archelaos von Kappadokien vom römischen Kaiser Augustus die Herrschaft über Teile von Kilikien verliehen worden war, verlegte er 12 v. Chr. seine Residenz nach Elaiussa, das er zum Dank – nach der griechischem Namensform des Augustus’ – in Sebaste umbenannte. In seine Regierungszeit wird allgemein die Erbauung des Tempels datiert. Christof Berns hält aufgrund der Bauornamentik ein Datum vor der Mitte des 1. Jahrhunderts v. Chr. für wahrscheinlich. Vermutlich im späten 4. oder frühen 5. Jahrhundert wurde der Tempel als paganer Sakralbau aufgegeben. Bald darauf, nach Gough zum Ende des 5. Jahrhunderts, wurde quer zum Bauplan des Tempels im Bereich der Cella eine einschiffige Kirche errichtet. Nach Hild und Hellenkemper wurde sie möglicherweise im hohen Mittelalter erneut genutzt.

## Beschreibung

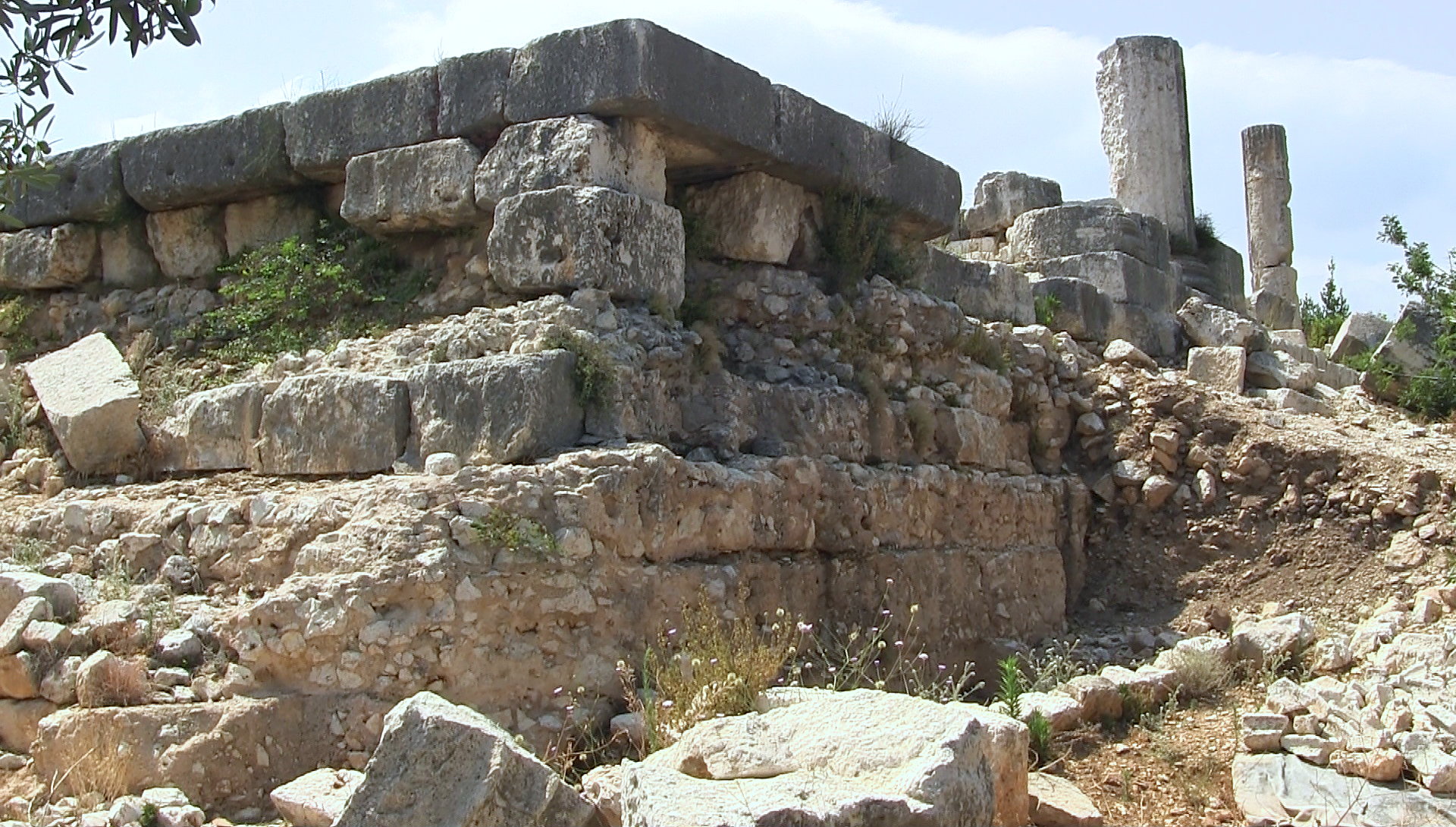
Südostecke des Podiums mit Opus caementicum

Der Tempel ist annähernd nord-südlich ausgerichtet mit einer leichten Abweichung nach Nordnordwesten. Mit Ausnahme von Unterkonstruktionen im Süden aus Opus caementicium (Römischer Beton) ist er aus Kalkstein erbaut. Das darüberliegende, 4,50 Meter hohe Podium war aus Kalksteinquadern gefertigt. Von diesen ist keiner in situ gefunden worden, lediglich an der Südostecke sind ihre Eindrücke in dem heute freiliegenden Beton zu sehen. Der Stylobat hat Maße von 17,09 × 33,42 Metern. Das aufgehende Bauwerk war ein Peripteraltempel mit 6 × 12 Säulen korinthischer Ordnung. Von diesen sind noch drei an der Nordseite, eine im Westen und eine an der Ostseite in unterschiedlicher Höhe sowie einige attische Basen erhalten. Die kannelierten Säulen haben einen unteren Durchmesser von 1,20 Metern, die rekonstruierte Gesamthöhe betrug 11,40 Meter. Die höchste erhaltene Höhe beträgt, an der Nordfassade, 7,05 Meter. Von den Kapitellen konnten einige herabgefallene gefunden werden. Sie bestehen aus zwei Werkstücken, das untere mit zwei Akanthusreihen, das obere mit Caulis (stängelartige Schäfte), Voluten und Abakus.

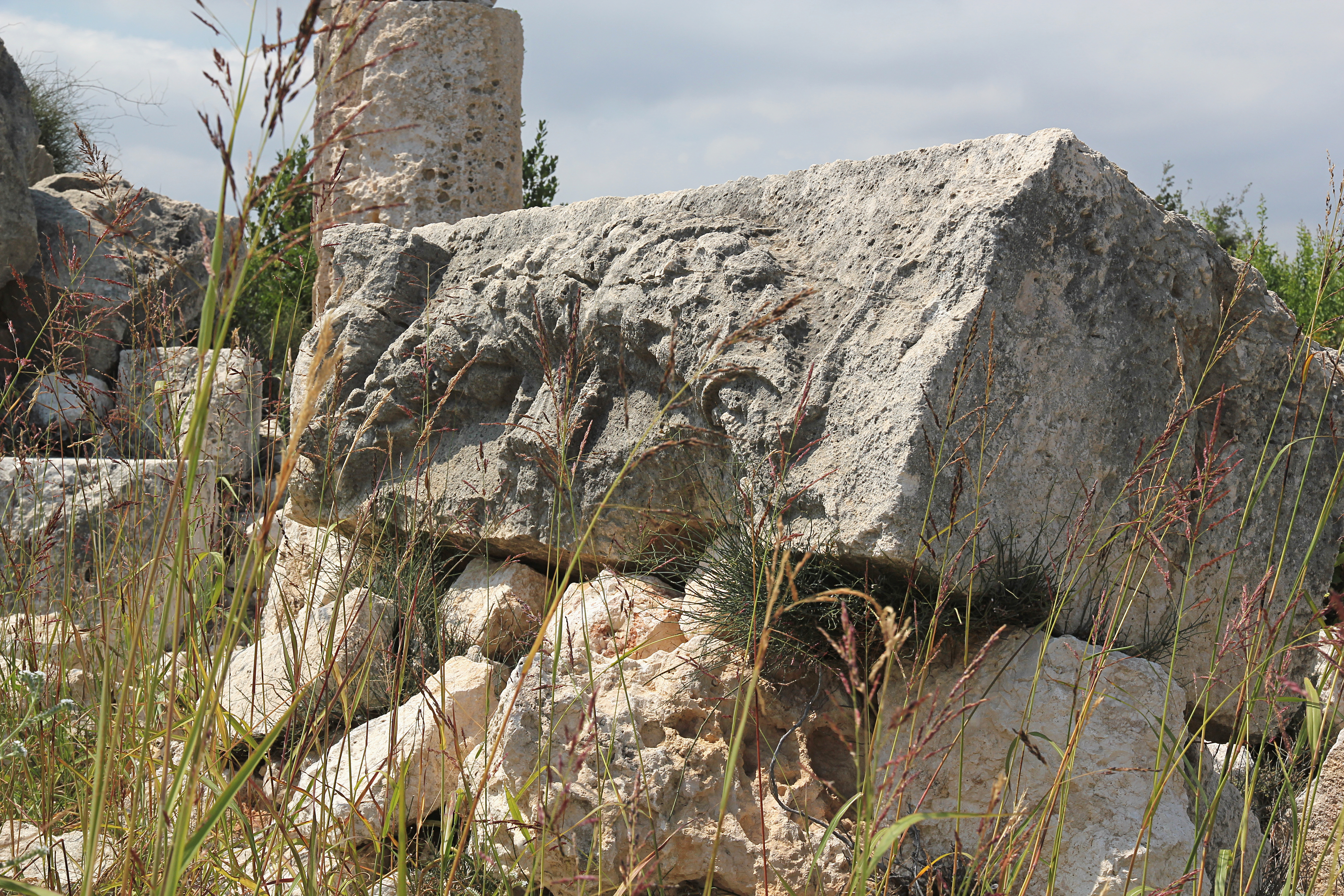
Girlandenfries

Der Eingang zum Tempel war eine monumentale Freitreppe im Süden. Von dort betrat man die Cella, die über einen tiefen Pronaos verfügte. Zu dessen Anten gehört vermutlich das Bruchstück eines Pilasterkapitells, das bei den Ausgrabungen zutage kam. Der große Abstand zwischen Anten und den Säulen der Südfassade lässt die Ausgräber eine weitere Reihe von vier Säulen vermuten, etwa auf Höhe der dritten Säule vom Eingang her. Dies würde den Bau zum Pseudodipteros machen. Die Mauern des Naos bestanden aus Opus quadratum, also Quadersteinen, von denen nach den Restfunden die untere Schicht glatt und die oberen bossiert waren. Über das Gebälk der Cella und der Peristasis sind auf Grund von spärlichem Fundmaterial nur begrenzt Aussagen möglich. Vom Architrav existieren nur Bruchstücke, die zudem in dem byzantinischen Kirchenbau wiederverwendet wurden. Er wies zwei Fascien (horizontale Streifen), ein Profil aus Wulst und Hohlkehle und darüber eine weitere Fascie auf. Von den Friesen des Tempels wurden zwei Stücke mit bildlichen Darstellungen gefunden. Ihr schlechter Zustand und die Lage des einen Teils unter schweren Blöcken erschweren die Deutung. Zu sehen sind Szenen eines sogenannten Seethiasos, eine Gruppierung verschiedener Meerwesen, darunter ein Delphinreiter oder eine Art Seeungeheuer, ein Hippokamp und Nereiden. Dieser Fries wird der äußeren Peristasis zugerechnet. Zur Cella gehören vermutlich andere Friesteile mit Girlandendekor. Die Girlanden werden von Niken oder Eroten gehalten, darüber befinden sich Elemente, die wahrscheinlich Bukrania darstellen. Die Rückseiten der beiden gefundenen Teile bilden einen Architrav mit zwei Fascien. Es bleibt unklar, ob die Girlanden ins Innere der Cella gerichtet waren oder nach außen.
Im Nordosten der Cella führte eine Freitreppe abwärts zu einem Podest in einem quadratischen Loch, von wo aus man über eine weitere Treppe eine unterirdische Kammer betreten konnte. Sie ist komplett in Opus quadratum errichtet, misst 4,14 Meter im Quadrat und schließt oben in einem Tonnengewölbe ab. In der Südwand öffnete sich ein Fenster, vermutlich zum Pronaos. Da die Kammer in byzantinischer Zeit als Zisterne in Gebrauch war, gibt es keine Funde, die Hinweise auf eine mögliche Funktion des Raumes geben könnten. Lediglich die Lage und der Zugang vom Inneren der Cella lassen einen kultischen Bezug annehmen.
Im späten 5. Jahrhundert wurde – nach Gough als unmittelbarer Nachfolger des paganen Vorgängers – im südlichen Teil des Tempels eine Kirche eingebaut. Sie war quer zur Tempelachse mit der Apsis nach Osten ausgerichtet. Da infolge der Verlandung des Hafens die Einwohnerzahl der Stadt abgenommen hatte, war die benötigte Fläche deutlich kleiner als die des Tempels. Der Kirchenbau hatte Maße von 11,35 × 7,30 Metern. Nördlich davon wurden auf der Ostseite die Säulen des Tempels komplett abgetragen und vermutlich durch eine Mauer ersetzt, während die westliche Säulenreihe als Portikus erhalten blieb. Der nördliche Bereich des ehemaligen Tempels wurde möglicherweise als Wohn- oder Aufenthaltsräume der Priester genutzt. Im Südteil wurden alle Säulen einschließlich der Basen entfernt und im Süden und Westen Treppen an das Podium angefügt, sodass dort ein Zugangsbereich für die Gläubigen entstand. Der Haupteingang der Kirche war im Westen, zwei weitere Türen lagen im Norden und Nordosten. Der Fußboden des Kirchenschiffs war zum größten Teil gepflastert, der östliche Teil und die Apsis waren durch ein Mosaik geschmückt. Von diesem sind heute nur sehr spärliche Reste erhalten. Gough konnte 1952 noch große Teile davon dokumentieren. Thema ist ein Paradeisos, ein in der frühchristlichen Ikonographie beliebtes Motiv. Die Darstellung ist von einem Ornamentikband umrahmt, im eigentlichen Bild sind zahlreiche Tiere dargestellt, darunter ein Leopard, ein Stier, eine Ente, ein Bär, ein Schafbock, ein Strauß, ein Hund, der einen Hasen jagt, sowie andere Vögel und Fische, dazwischen stilisierte Pflanzen. Im oberen Teil der Apsis ist das Mosaik von einer halbkreisförmig angeordneten Steinreihe gestört. Gough vermutet, dass sie zu einem Begräbnis gehört. Den künstlerischen Wert des Mosaiks schätzt er nicht sehr hoch ein, er bezeichnet es als „ländlichen Vetter“ (country cousin) der bekannten, späteren Mosaike aus Antiochia am Orontes. Die Tiere erinnern an diejenigen aus dem Martyrion der Ayathekla bei Seleukia am Kalykadnos, während Rahmen und Hintergründe antiochenischen Mosaiken ähneln.
Aufgrund von einer kleinen Säulenbasis mit einem unteren Durchmesser von 0,44 Metern und einigen byzantinischen Kapitellfragmenten, die im Umfeld des Kirchenbaus gefunden wurden, nimmt Gough an, dass der Innenraum der Kirche in ein Haupt- und zwei Seitenschiffe geteilt war.

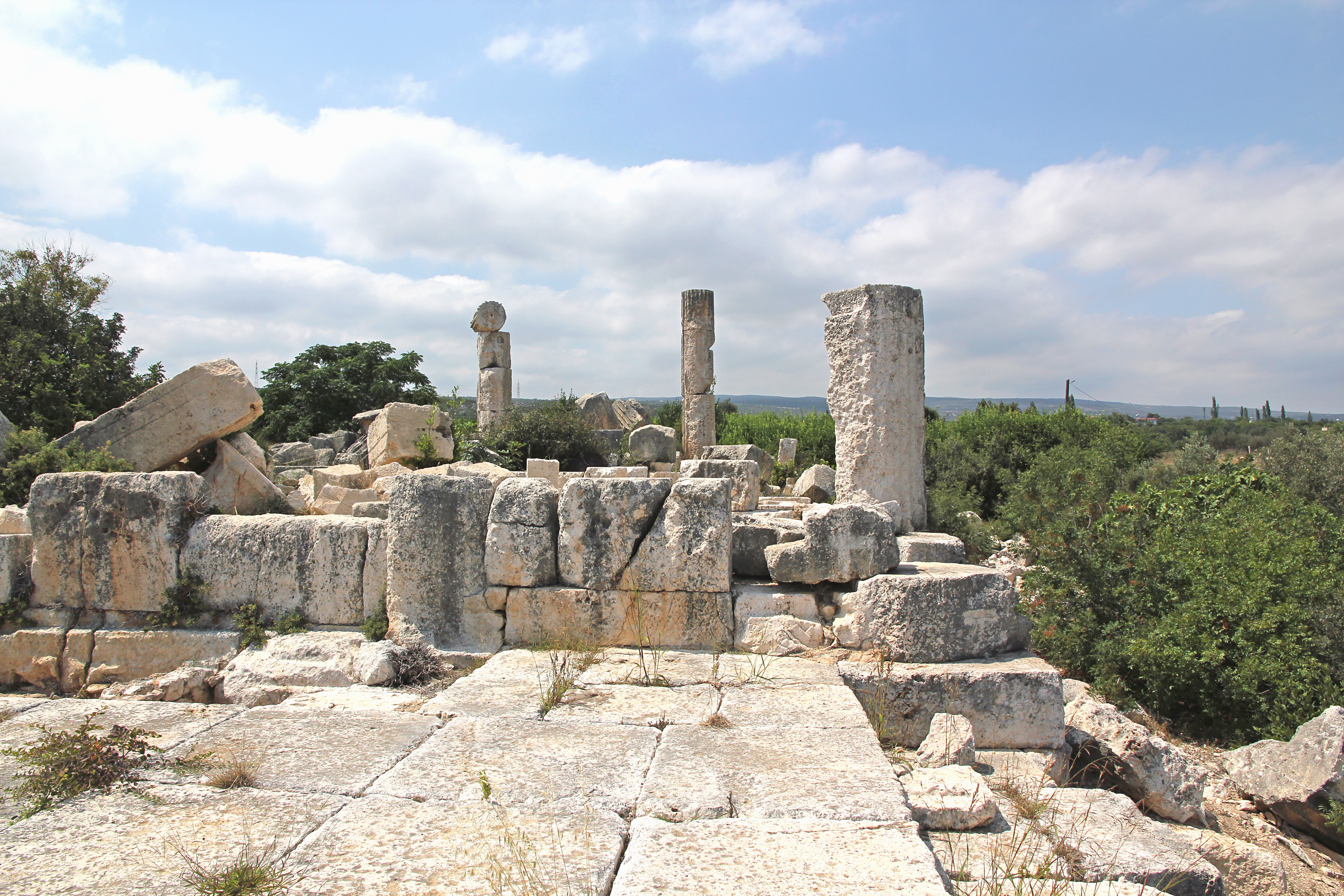
Südmauer der Kirche, die rechte Säule markiert die Apsis.
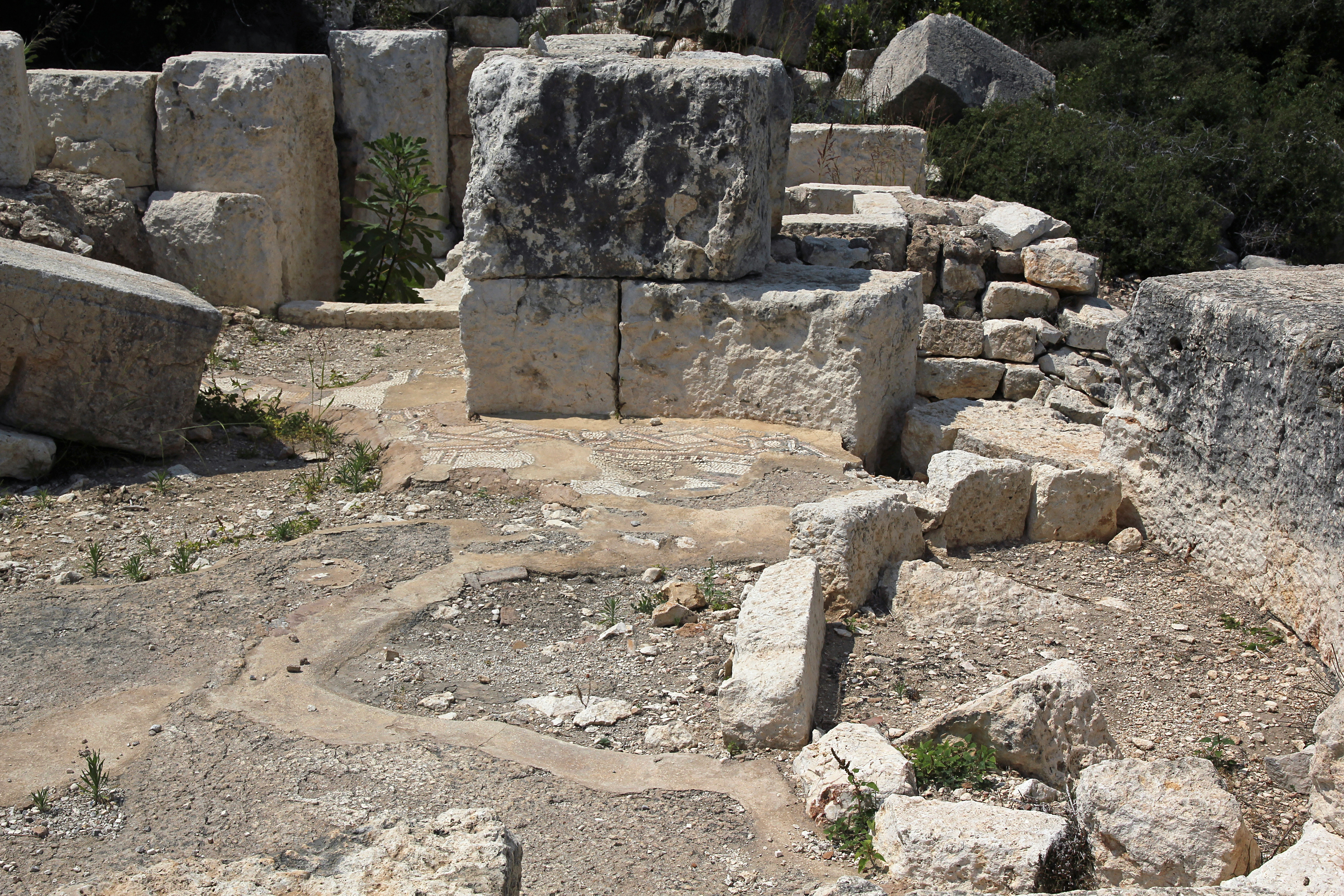
Apsis mit Begräbnissteinen und Mosaikresten
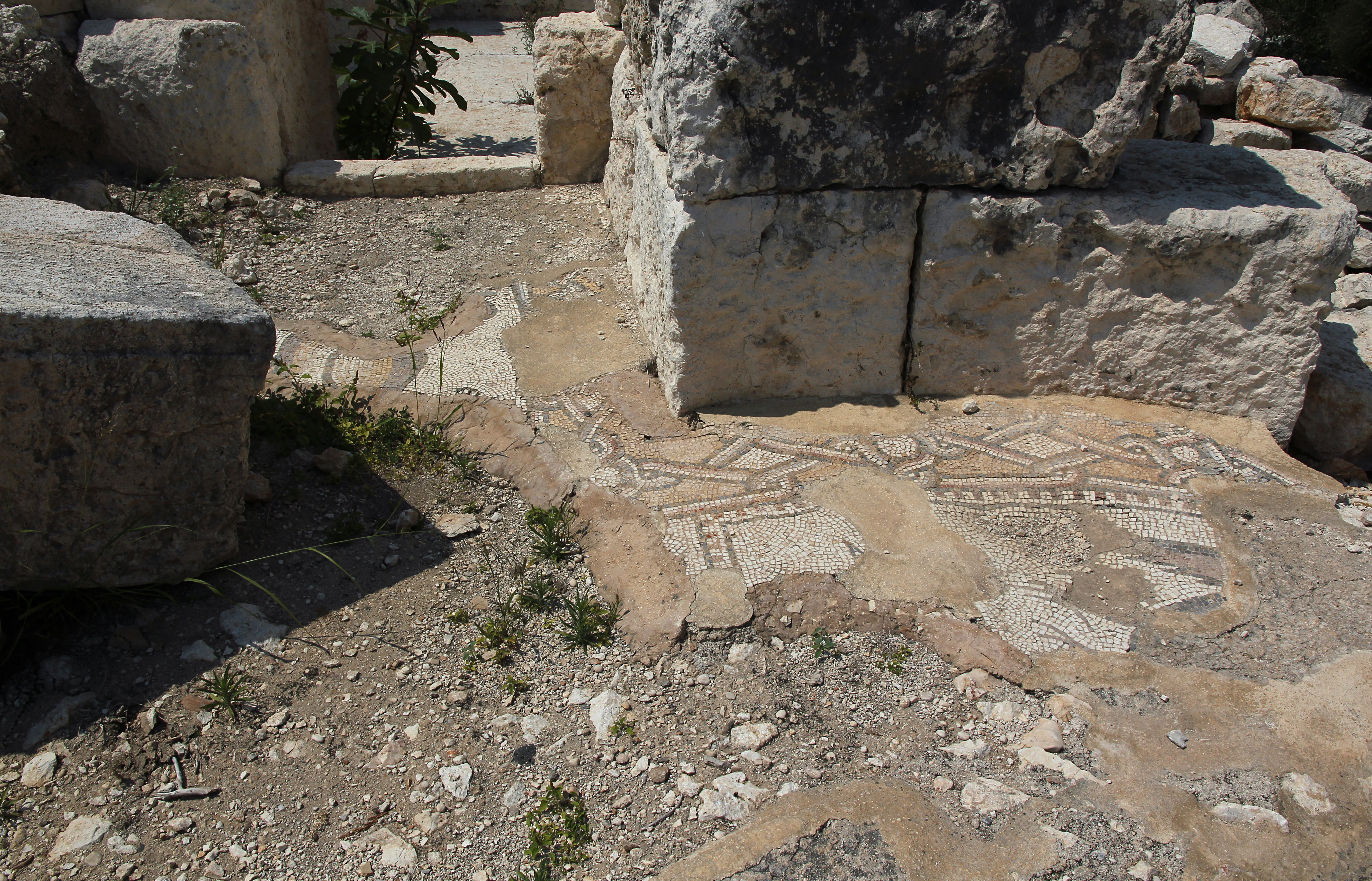
Mosaikreste

Über den Kult, dem der Tempel geweiht war, lassen sich keine gesicherten Aussagen machen. Rudolf Heberdey und Adolf Wilhelm schlugen Athena vor, Gough wegen der maritimen Darstellungen auf dem Fries Poseidon. Hild und Hellenkemper hielten Zeus für möglich, auch der Kaiserkult wurde ins Spiel gebracht. Der türkische Archäologe Deniz Kaplan vermutet, dass der Bau von Archelaos aus Dankbarkeit für Kaiser Augustus errichtet wurde und der erwähnte Seethiasos eine Erinnerung an dessen Sieg in der Seeschlacht bei Actium symbolisiert.